# Гальблех
Гальблех (нім. Halblech) — громада в Німеччині, знаходиться в землі Баварія. Підпорядковується адміністративному округу Швабія. Входить до складу району Остальгой.
Площа — 125,50 км2. Населення становить 3515 ос. (станом на 31 грудня 2020).